# Trosobo (Sambi)
Trosobo is een bestuurslaag in het regentschap Boyolali van de provincie Midden-Java, Indonesië. Trosobo telt 2080 inwoners (volkstelling 2010).